# Lazuri de Beiuș
Lazuri de Beiuș – wieś w Rumunii, w okręgu Bihor, w gminie Lazuri de Beiuș. W 2011 roku liczyła 321 mieszkańców.